# Kapelle (Graß)

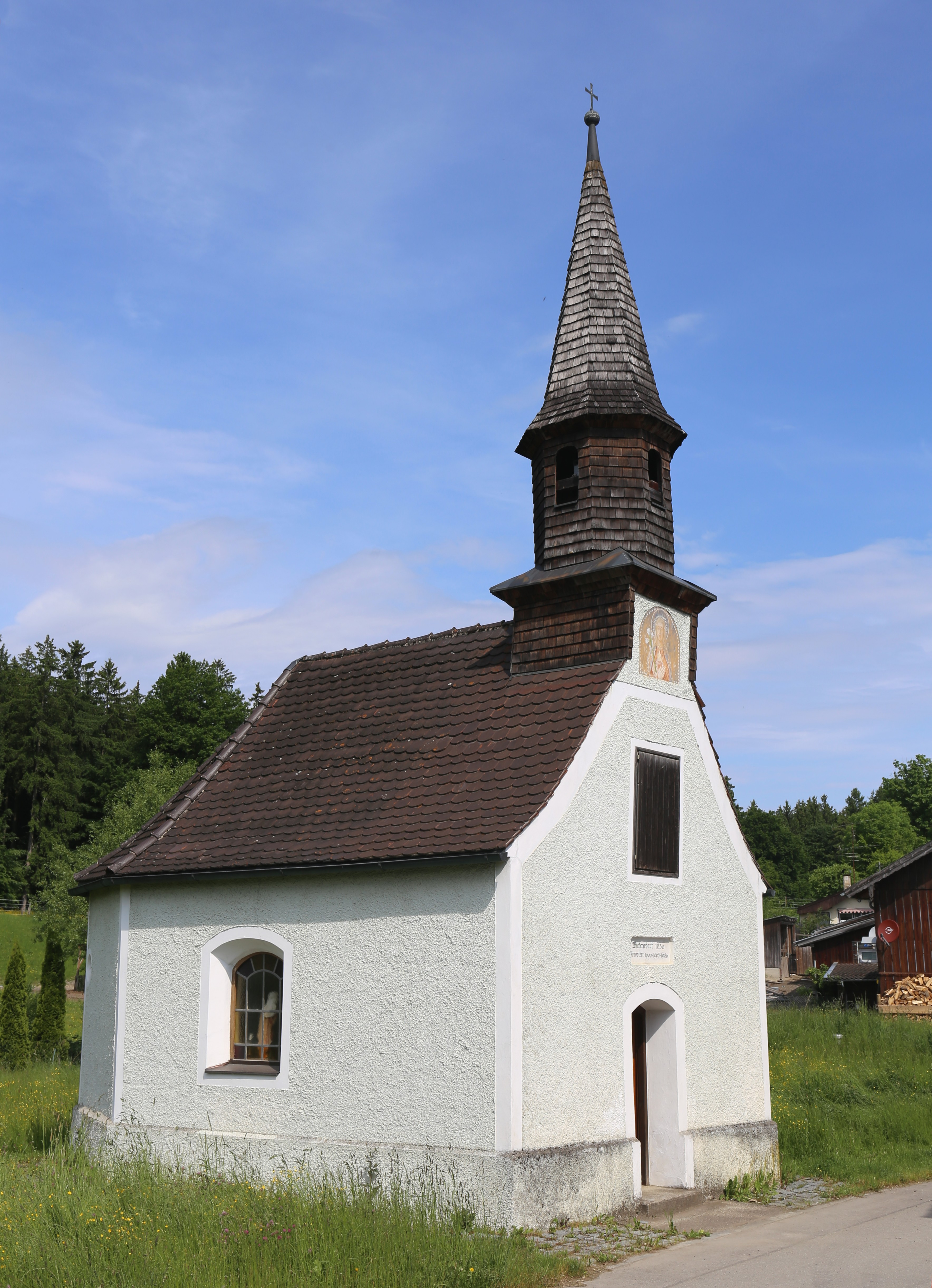
Kapelle in Graß

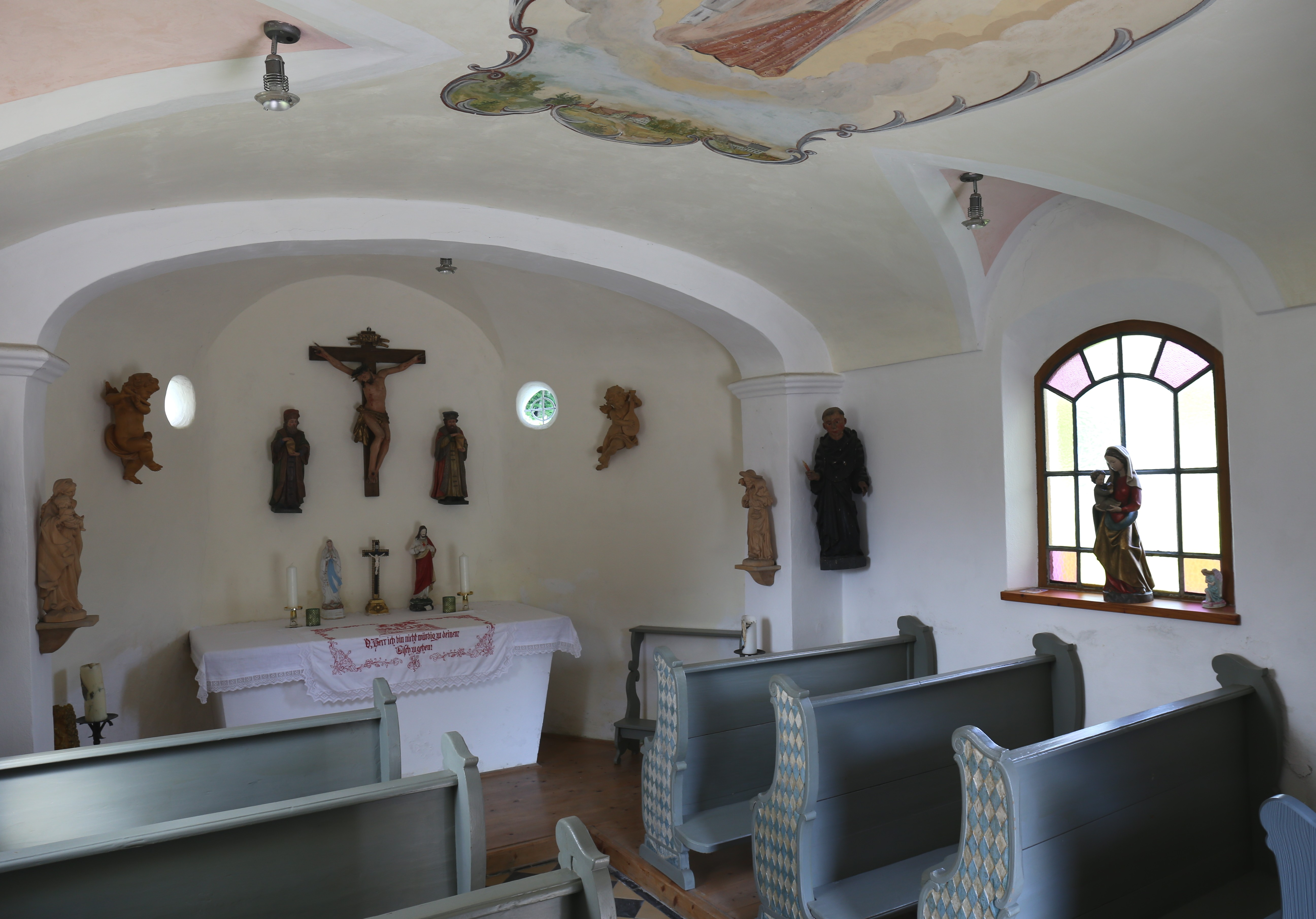
Innenansicht

Die katholische Kapelle in Graß, einem Gemeindeteil von Aying im oberbayerischen Landkreis München, wurde 1830 errichtet. Die Kapelle an der Hauptstraße, errichtet an der Stelle eines Vorgängerbaus, ist ein geschütztes Baudenkmal.
Der einschiffige, nach Westen gerichtete Bau mit dreiseitigem Chorschluss und Putzgliederung besitzt einen verschindelten Dachreiter.
Im Inneren befindet sich an der Flachtonne ein Fresko der heiligen Barbara. Die Figuren der heiligen Cosmas und Damian sowie des heiligen Leonhard stammen aus dem 17. Jahrhundert.